# Ceotronics
Die Ceotronics AG (Eigenschreibweise: CeoTronics AG) ist ein Unternehmen, das elektronische Audio- und Videosysteme für Datenübertragung und -kommunikation entwickelt, konstruiert, produziert und vertreibt. Sitz ist in Rödermark im Landkreis Offenbach in Hessen. Ceotronics ist ein Systemanbieter von mobilen digitalen Funknetzen und Endgeräten für kurze Reichweiten sowie von hochwertigen Kommunikations-Headsets zum Einsatz unter schwierigen Umgebungsbedingungen.

## Geschichte
Der Kaufmann Hans-Dieter Günther und der Ingenieur Berthold Hemer gründeten im Mai 1985 die Ceotronics GmbH, die am 1. Juni 1985 ihren Geschäftsbetrieb aufnahm. Das junge Unternehmen expandierte rasch und gründete in den Jahren 1986–1993 Tochtergesellschaften in Frankreich, Großbritannien, der Schweiz, Spanien und den USA.
Im Dezember 1997 beschloss die Gesellschafterversammlung die Umwandlung der Gesellschaft in eine Aktiengesellschaft unter der Firma Ceotronics AG Audio Video Data Communication. Der Börsengang an den Neuen Markt in Frankfurt am Main im Jahr 1998 brachte Kapital für den nächsten Entwicklungsschritt: Mit der Gründung der CT-Video GmbH wurde 1999 ein zweiter Produktionsstandort in der Lutherstadt Eisleben aufgebaut. Die CT-Video GmbH bezog im Jahr 2001 ein neues Werksgebäude, das 2009 um 650 auf 1.850 m² erweitert wurde.
Eine weitere Tochtergesellschaft wurde 2002 in Polen gegründet.
Die Aktien wurden 2003 zum Handel im Regulierten Markt (Prime Standard) der Frankfurter Wertpapierbörse zugelassen.
Ceotronics-Ingenieur Berthold Herner erhielt im Jahr 2006 den Georg-Waeber-Innovationspreis gemeinsam mit Jürgen Hupp vom Fraunhofer-Institut für Integrierte Schaltungen (IIS).
Den bis dahin größten Auftrag seiner Geschichte meldete das Unternehmen im April 2007. Die Bundeswehr orderte 3.700 CT-DECT JetCom-Systeme mit einem Auftragswert von 5,5 Mio. Euro. Im Dezember 2007 beauftragte die Bundeswehr das dritte Los. Der Gesamtauftrag belief sich damit auf über 8,5 Mio. Euro. Ebenfalls im Jahr 2007 wurde die Ceotronics-Aktie in den Börsenindex GEX aufgenommen.
Die Aktien waren vom 28. Februar 2011 bis zum 1. März 2017 im Entry Standard der Frankfurter Wertpapierbörse notiert. Das Geschäftsjahr dauert vom 1. Juni bis zum 31. Mai.
Im Geschäftsjahr 2019/2020 erzielte die AG einen Konzern-Umsatz von 24,5 Mio. Euro.

## Konzernstruktur
Das Unternehmen hat Tochtergesellschaften in Europa und Amerika:
- CT-Video GmbH, Lutherstadt Eisleben, Deutschland (100 %)
- CeoTronics Inc., Virginia Beach, Virginia, USA (100 %)
- CeoTronics SL, Madrid, Spanien (100 %)

Die ausländischen Töchter sind reine Vertriebsgesellschaften.

## Produkte
Zur Gründungszeit des Unternehmens wurden vor allem Kommunikations-Headsets mit Lärmschutz zum Anschluss an Funkgeräte vertrieben. Ziel war die sichere Kommunikation in allen Lärmbereichen der Industrie sowie der Flugzeugmontage, -wartung und -abfertigung. Anfang der 1990er Jahre brachte Ceotronics das weltweit erste Headset mit eingebautem Funkgerät auf den Markt.
Kurze Zeit später kamen Kommunikationssysteme für den Einbau in und den Anbau an Helmen hinzu. Ein weiteres Produktfeld wurden Kommunikationssysteme für staatliche Sicherheits- und Ordnungskräfte für die halb- und vollverdeckte Trageweise.
Das Tochterunternehmen CT-Video in der Lutherstadt Eisleben konzentriert sich auf die Produktion und den EU-weiten Vertrieb von Systemen zur Video-, Audio- und Datenübertragung per Funk.
Die digitale Technik (DECT) erweiterte seit 2001 die Einsatzmöglichkeiten. Neben Hör-/Sprechsystemen für analoge Funkgeräte werden seither auch zunehmend Systeme zum Anschluss an digitale Funkgeräte produziert.